# Giffoni Film Festival
Giffoni Film Festival – festiwal filmów dla młodych widzów. Impreza odbywa się co roku w lipcu we włoskiej miejscowości Giffoni Valle Piana. 
Została zapoczątkowana w 1971 roku przez Claudia Gubitosiego. Jego celem jest promocja dobrego kina dla młodzieży. Od roku 2003 funkcjonuje cała sieć festiwali filmów dla młodych - Giffoni World Alliance.
W imprezie biorą udział przedstawiciele 30 krajów. W jury zasiadają wyłącznie dzieci i młodzież w wieku od 6 do 19 lat. Częstymi gośćmi są gwiazdy "dorosłego" kina. Dotychczas udział w imprezie wzięli między innymi Robert De Niro, Oliver Stone, Meryl Streep, Jeremy Irons, Jean-Jacques Annaud, Wim Wenders, Ben Kingsley, Kathy Bates, Krzysztof Kieślowski, Gillian Anderson i Ray Liotta.
W 2001, nagrodę za rolę kobiecą otrzymała Karolina Sawka za postać Nel we W pustyni i w puszczy. Za ten sam film, w dwóch kategoriach został nagrodzony jego reżyser - Gavin Hood.